# Гаммодоки
Гаммодоки (яп. がんもどき) — японское блюдо, представляющее собой жареное тофу с овощами, яичным белком и кунжутом. «Гаммодоки» переводится как «имитация гуся».
«Гаммодоки» часто сокращают до «гаммо», в Кансае так же называют «хирюдзу» (яп. 飛竜頭, также хирё:дзу, хиро:дзу, хири:дзу), это слово происходит от испанского или португальского «фильос».
В период Эдо блюдо приготавливалось быстрым обжариванием растения вида Amorphophallus konjac, использование тофу с овощами является его современным вариантом.